# 井上一馬
井上 一馬（いのうえ かずま、1956年7月29日 - ）は、日本のエッセイスト、翻訳家である。

## 人物
1956年、東京都生まれ。都立立川高校、東京外国語大学フランス語学科卒業。日本文藝家協会会員。
編集者として研究社に4年間勤務。その傍ら翻訳したボブ・グリーンのコラムがヒット。
1984年に独立し著述業に専念。
はじめ米国のコラムなどを翻訳しつつ、エッセイ集、米国ポップカルチャー論などを刊行、のち英語の教科書を多く執筆する。小説も書く。

## 著書
- 『優しい時代』（PHP研究所） 1991.7
- 『自由が丘物語 33歳の父親日記』（新潮社） 1991.5、のち朝日文庫
- 『モーニング・レイン 十七歳の日記1973』（新潮社） 1992.5
- 『巨人日記』（文藝春秋） 1992.12
- 『明日に架ける橋 僕らのための人生論の試み』（講談社） 1993.10
- 『早く家へ帰りたい』（実業之日本社） 1993.11
- 『ケネディ その実像を求めて』（講談社現代新書） 1994.5
- 『アメリカ人になりたい!?』（読売新聞社） 1994.12
- 『パリジャンのように暮らしたい!』（実業之日本社） 1995.2
- 『天使たちの恋愛術』（河出書房新社） 1995.10
- 『静けさの中で思い出された感情』（新潮社） 1995.3
- 『ヴィーナスのいたずら』（ティビーエス・ブリタニカ） 1995.4、のち改題『女優みたいな恋したい』（光文社文庫）
- 『ハリウッド・男たちの物語』（光文社） 1995.4
- 『にんげん組曲』（実業之日本社、大人のコラム39） 1996.3
- 『無罪 O・J・シンプソン事件と21世紀のアメリカ』（河出書房新社） 1996.7
- 『ビッグ・アメリカン 最新アメリカン・ヒーロー列伝』（集英社） 1997.6
- 『ウディ・アレンのすべて』（河出書房新社） 1997.12
- 『マドンナのアメリカ 自由を手にした女たちの反逆』（PHP新書） 1998.1
- 『夫婦で子育てしてますか? 「良い子」に育てるための16章』（PHP研究所） 1998.10
- 『アメリカ映画の大教科書』（新潮選書） 1998
- 『ブラック・ムービー アメリカ映画と黒人社会』（講談社現代新書） 1998
- 『タイソンはなぜ耳を噛み切ったのか』（小学館文庫） 1998
- 『新あめりか物語 ニュー[2]・フロンティアのアメリカ』（研究社出版） 1999.7
- 『シリコンバレー戦国史 @誰が覇者となるのか』（新潮選書） 1999
- 『「若草物語」への旅』（晶文社） 1999.5
- 『ブロードウェイ・ミュージカル』（文春新書） 1999
- 『天職をつかんだ9人の女性 』（中央公論新社） 1999.4、のち講談社+α文庫
- 『大人のための映画選び』（PHP研究所） 2000.8
- 『愛はどこから来るのか 人生の作り方』（きんのくわがた社） 2001.1
- 『中学受験、する・しない?』（ちくま新書） 2001
- 『銀座「美味」巡礼 至福の味どころ三十三カ所めぐり』（PHPエル新書） 2003.7
- 『東京お祭り! 大事典 毎日使える大江戸歳時記』（ミシマ社） 2009.1

### 英語・英会話
- 『試行錯誤の文章教室 書き方・読み方・訳し方』（新潮選書） 1997.4
- 『英語できますか? 究極の学習法』（新潮選書） 1998、のち文庫
- 『話すための英語 日常会話編』（PHP新書） 1999
- 『話すための英語 ニュース・ビジネス&スポーツ編』（PHP新書） 2000
- 『話すための英語 日常会話実践編』1 - 4 （PHP研究所） 2000
- 『会話編・英語できますか? 定番・話すための基本英会話』（新潮社） 2000.9
- 『英語通 話すための英文法の極意』（小学館） 2001.10
- 『英語で話そう 話すための英語・入門編 親子で学ぶ小学生からの英会話』1 - 3（PHP研究所） 2001 :CDブック
- 『冠詞がわからないと英語は話せない 話すための英語・冠詞実践編』（PHP研究所） 2001 :CDブック
- 『通勤快読! 話すための英語・リーディング編』全4巻（PHP研究所） 2001 - 2002
- 『話すための英語 ニュース・ビジネス英語実践編』1 - 2（PHP研究所） 2002 :CDブック
- 『音読王 心にきざむ英語の名文』（小学館） 2002.10
- 『英語の極意 これで日常会話が楽しめる!』（PHPエル新書） 2002
- 『英語のできる子供を育てる方法』（PHP新書） 2002
- 『英語で一日一言 一日3分・世界でいちばん短い英語練習帖』（PHP新書） 2003.1
- 『美しくなる!女性のための英語レッスン』（集英社be文庫） 2003.1
- 『井上一馬のワンテーマ英会話 野球英語』（小学館） 2003.8
- 『井上一馬のワンテーマ英会話 ゴルフ英語&相撲』（小学館） 2003.8
- 『通勤電車ではじめる英語』（ちくま新書） 2003.9
- 『英語名人・井上一馬の英語プリント初めての440語 中学校初級向け』（小学館） 2003.12
- 『井上一馬の翻訳教室』（筑摩書房） 2004.6
- 『使うための大学受験英語 今のままでは英語力は身につかない』（ちくま新書） 2004.9
- 『話すための英文法』（小学館文庫） 2005.3
- 『英語の種あかし』（白水社） 2006.4
- 『これで英語で恋愛できる』（小学館文庫） 2006.5
- 『これで英語で仕事ができる』（小学館文庫） 2006.7
- 『これで英語で生活できる』（小学館文庫） 2006.9
- 『写・英語 英語は書き写して身に付ける』（小学館） 2006.10
- 『これで英語で旅行・留学できる』（小学館文庫） 2006.11
- 『iPodでマスター聴いて、答える井上一馬の英会話入門』（小学館） 2007.3
- 『「マジっすかぁ?」を英語で言うと 診断!!あなたの日常英語力』（ちくま文庫） 2007.3
- 『英語丸のみ辞典 日常会話篇』1 - 2（麗澤大学出版会） 2007.7
- 『英語丸のみ辞典 ビジネス英語・ニュース英語篇』（麗澤大学出版会） 2007.9

### 小説
- 『モンキーアイランド・ホテル』（講談社文庫） 2004.1
- 『二重誘拐』（マガジンハウス） 2006.10

## 翻訳
- 『日常学のすすめ』（アンディ・ルーニー、晶文社） 1984.9
- 『海と少女』（ピーター・ベンチリー、晶文社、ヤング・アダルトY.A図書館） 1985
- 『人生と(上手に)つきあう法 』（アンディ・ルーニー、晶文社） 1985.3
- 『ハイ・ライフ 上流社会をめぐるコラム集』（タキ・テオドラコプロス、河出書房新社） 1986.6、のち文庫、光文社知恵の森文庫
- 『男のコラム 辛口ユーモア・コラム41』1 - 2（マイク・ロイコ、河出書房新社） 1987 - 1990、のち文庫
- 『アンパイアの逆襲』（ロン・ルチアーノ、文春文庫） 1987
- 『ファミリー・ダンシング』（デイヴィット・レーヴィット、河出書房新社） 1988.2、のち文庫
- 『ニューヨーク・ガイドブック 「NYタイムズ」が個性派の旅人に贈る』（ニューヨーク・タイムズ編、高見浩共訳、河出書房新社） 1988.9
- 『ハーズ '80年代に女が考えたこと』（ナンシー・ニューハウス編、文藝春秋） 1989.5
- 『レイモンド・カーヴァーの子供たち』（デブラ・スパーク編、文藝春秋） 1990.4
- 『男について』1 - 2（編訳、文藝春秋） 1990-1992
- 『クリスマス・コラム マイク・ロイコからの贈り物』（河出書房新社） 1990.12
- 『コラムニスト万歳!』（編訳 文藝春秋） 1993.7
- 『女にしかわからない Hers2 ニューヨーク・タイムズ・コラム傑作選 女性篇』（実川元子共訳、文藝春秋） 1995
- 『最後のシュート』（ダーシー・フレイ、福音館書店） 2004.6
- 『ウディ・アレンの浮気を終わらせる3つの方法』（白水社） 2005.2
- 『次世代に伝える言葉 アメリカの偉人がわが子にあてた82の手紙』（ドリー・マクロウ・ローソン、新潮社） 2005
- 『希望 - 行動する人々』（スタッズ・ターケル、文春文庫） 2005.5
- 『後世に伝える言葉 新訳で読む世界の名演説45』（小学館） 2006.4
- 『友よ弔辞という詩』（サイラス・M・コープランド編、河出書房新社） 2007.12
- 『ただひたすらのアナーキー』（ウディ・アレン、河出書房新社） 2008.10
- 『英語で読むアメリカン・コラム』（ジャパンタイムズ） 2008.12　ISBN 978-4-7890-1332-1

### ボブ・グリーン
- 『アメリカン・ビート ベスト・コラム34 』1 － 2（ボブ・グリーン、河出書房新社） 1985、のち文庫
- 『チーズバーガーズ』1 － 4（ボブ・グリーン、文藝春秋） 1986 - 1993、のち文庫
- 『十七歳 1964春』（ボブ・グリーン、文藝春秋） 1988.6、のち文庫
- 『十七歳 1964秋』（ボブ・グリーン、文藝春秋） 1988.7、のち文庫
- 『アメリカン・スナップショット 22歳の視線』（ボブ・グリーン 、河出書房新社） 1989.7、のち文庫
- 『ホームカミング』（ボブ・グリーン、文藝春秋） 1991.9
- 『オール・サマー・ロング』（ボブ・グリーン、新潮社） 1996.7